# Les Saintes
Les Saintes – mały archipelag znajdujący się na Morzu Karaibskim, należący do departamentu zamorskiego Francji – Gwadelupy. Ogólna powierzchnia archipelagu to 12,8 km².
Najwyższe wzniesienie Chameau („Wielbłąd”) ma około 309 metrów wysokości. W 2008 roku wyspy zamieszkiwało 3418 osób.
Archipelag składa się z dwóch górzystych zamieszkanych wysp Terre-de-Haut i Terre-de-Bas oraz 7 niewielkich, niezamieszkanych:
- Îlet à Cabrit
- Grand-Îlet
- la Coche
- les Augustins
- la Redonde
- le Pâté
- les Roches Percées

W 1782 roku u wybrzeży wysp rozegrała się bitwa pomiędzy flotą angielską i francuską – bitwa przy wyspach Les Saintes.